# Теодосий I Ворадиот
Теодосий I Ворадиот (на гръцки: Θεοδόσιος Α΄ Βορραδιώτης) е константионополски патриарх от 1179 до 1183 г. Остава известен като непреклонен противник на исляма, като твърд опонент на католицизма и като блюстител на християнския морал и добрите нрави в императорския дворец.

## Константинополски патриарх
Теодосий Ворадиот произхожда от арменско семейство от Антиохия. Избран е за патриарх през 1179 г. На следващата година патриарх Теодосий Ворадиот се включил в общата атака от страна на Църквата и известни интелектуалци, като Никита Хониат, срещу решението на император Мануил Комнин в последните години от неговия живот да признае ислямския Аллах за идентичен с Бога на християните. Решението на императора е продиктувано от желанието му да улесни преминаването на мюсюлмани към православието, като опрости ритуала по приемането им в християнската църква. Дотогава Църквата принуждавала новопокръстените или връщащите се към християнството мюсюлмани да преминат през ритуал на строга епитимия, включваща произнасянето на 22 анатеми срещу исляма, последната от които била насочена срещу мюсюлманския Аллах. Според императора проклинането на мюсюлманския бог отблъсквало желаещите да приемат християнството мюсюлмани, а и не било редно да се проклина един бог, който според Мануил I бил единосъщен със Старозаветния Бог, почитан и от християните, тъй като императорът застава зад идеята, че ислямът следва, макар и в силно изкривен вид, старозаветните верски традиции. Поради тази причина императорът настоявал да бъдат отменени проклятията от въпросния ритуал, които трябвало да бъдат премахнати от Катехизиса, за което били издадени два императорски томоса, които императорът настоял да бъдат приети от Църквата. Тъй като намеренията на императора заплашвали установените дотогава църковни доктрини, то среща острата съпротива на патриарха, който дори не искал и да слуша каквито и да е аргументи в полза на това. Според патриарх Ворадиот мюсюлманският бог бил измислен от един самозванец и възприеман като нещо материално. Благодарение на реакцията от страна на патриарха, ортодоксалното духовенство и видни интелектуалци като Никита Хониат, не се стига до коренна промяна в догматиката, а само до компромисното решение последната анатема от епитимията да бъде заменена с проклятие срещу Мохамед и неговото учение.
След преврата на Андроник I Комнин, новият император има сериозни търкания с патриарх Теодосий I Ворадиот, който се противопоставя на Андроник по редица въпроси: срещу планирания брак между Ирина, незаконната дъщеря на Андроник, и Алексий, незаконен син на император Мануил I, поради близкото родство между годениците, както и по въпроса за изгонването на императрица Мария Антиохийска от Великия дворец. Поради това Теодосий I е принуден да абдикира и е заменен с Василий Каматир.